# Kościół Wszystkich Świętych w Popowicach
Kościół Wszystkich Świętych w Popowicach – rzymskokatolicki drewniany kościół filialny typu wieluńskiego zlokalizowany w Popowicach w województwie łódzkim, w powiecie wieluńskim. Został wpisany do rejestru zabytków 20 grudnia 1967 pod numerem 950/148/A.

## Historia
Obiekt pochodzi z około 1520, natomiast wieża z przełomu XVII i XVIII wieku. Był poddawany remontom i renowacjom w latach 1730, 1753 i 1981–1984.
W lutym 2025 rozpoczął się remont kościoła, który obejmował wymianę szalunku na zewnątrz budynku, wzmocnienie podmurówek oraz zamontowanie nowych rynien i okapników. Remont ten był wspólną inwestycją gminy Pątnów oraz ks. proboszcza Mariana Kozłowskiego.

## Architektura
Późnogotycki (odmiany wielkopolskiej) obiekt jest orientowany, jednonawowy, konstrukcji wieńcowej, wzniesiony z drewna modrzewiowego bez użycia gwoździ metalowych. Trójbocznie zamknięte prezbiterium z zakrystią jest węższe od nawy. Wieża konstrukcji słupowo-ramowej jest niższa od bryły świątyni i zwieńczona dachem namiotowym krytym gontami. Kruchtę umieszczono z boku nawy. Dach nad nawą jest również kryty gontem i zwieńczony sygnaturką z baniastym hełmem. Portal wejściowy jest późnogotycki i ma łuk typu ośli grzbiet.

## Wnętrze i otoczenie

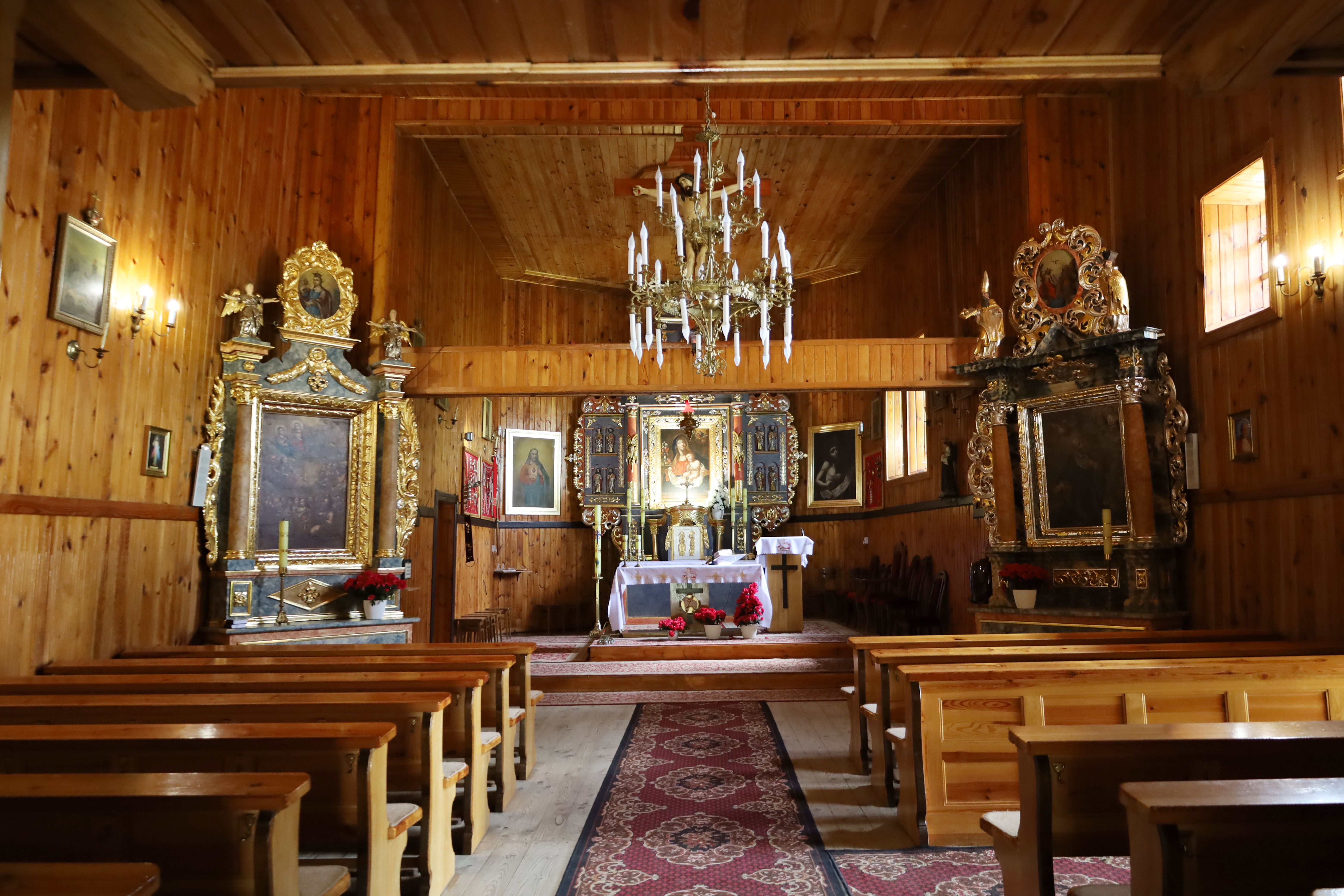
Wnętrze kościoła

Wnętrze kryte jest płaskim stropem. Ściany od wewnątrz wykładane są sosnową boazerią. Chór wsparty jest na dwóch słupach. Na belce tęczowej umieszczony jest XVII-wieczny krucyfiks. Renesansowy ołtarz pochodzi z XVI wieku. Wisi w nim obraz Popowickiej Matki Bożej Miłosierdzia z krwawymi łzami. Ołtarze boczne pochodzą z pierwszej połowy XVIII wieku. Więźba dachowa typu storczykowego z kratownicą zachowana jest w pierwotnej formie.
Pozytyw organowy wybudował Simon Stephanides w 1732 roku. Instrument z miechem magazynowym wbudowanym w podstawę szafy organowej został wyłączony z użytkowania oraz później przesunięty w głąb chóru muzycznego. 
Obok kościoła znajduje się dzwonnica z dwoma zautomatyzowanymi dzwonami. Zostały wykonane w 1978 roku, w Odlewni dzwonów Braci Kruszewskich, w Węgrowie. Noszą imiona: św. Izydora oraz Maryi – Matki Bożej Częstochowskiej. Dodatkowo na małej wieżyczce kościoła wisi nieużywana sygnaturka, posiada napęd ręczny.
Wokół kościoła rośnie starodrzew.

## Legenda i inne informacje
Według lokalnej legendy krwawe łzy na obrazie Matki Boskiej powstały, gdy wojska napoleońskie zaadaptowały kościół na stajnię.
Na terenie wokół kościoła usytuowany był cmentarz, gdzie pochowany został Maciej Żubr, jeden z bohaterów historycznej powieści Wacława Gąsiorowskiego „Huragan”.

## Galeria

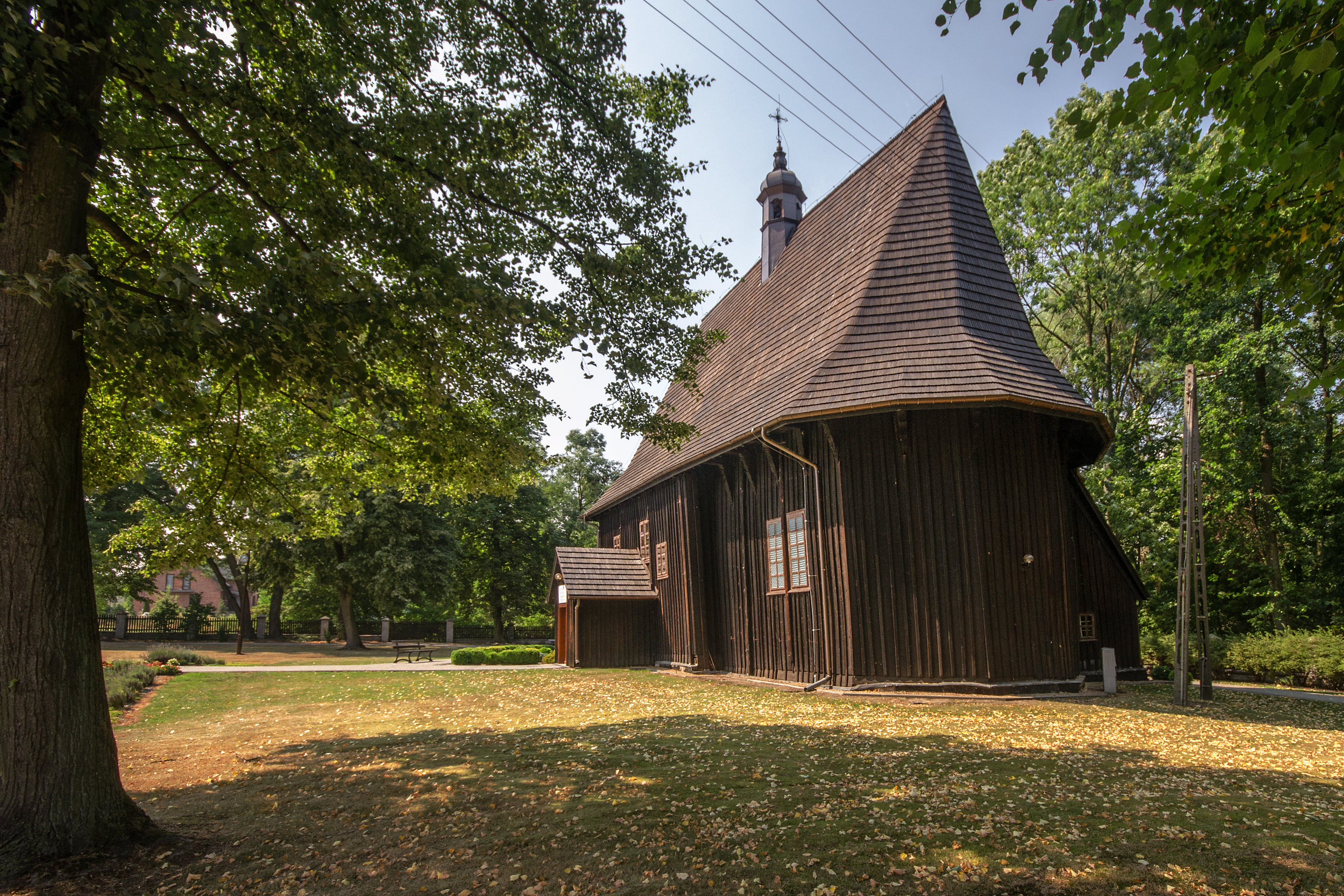
Widok od strony prezbiterium
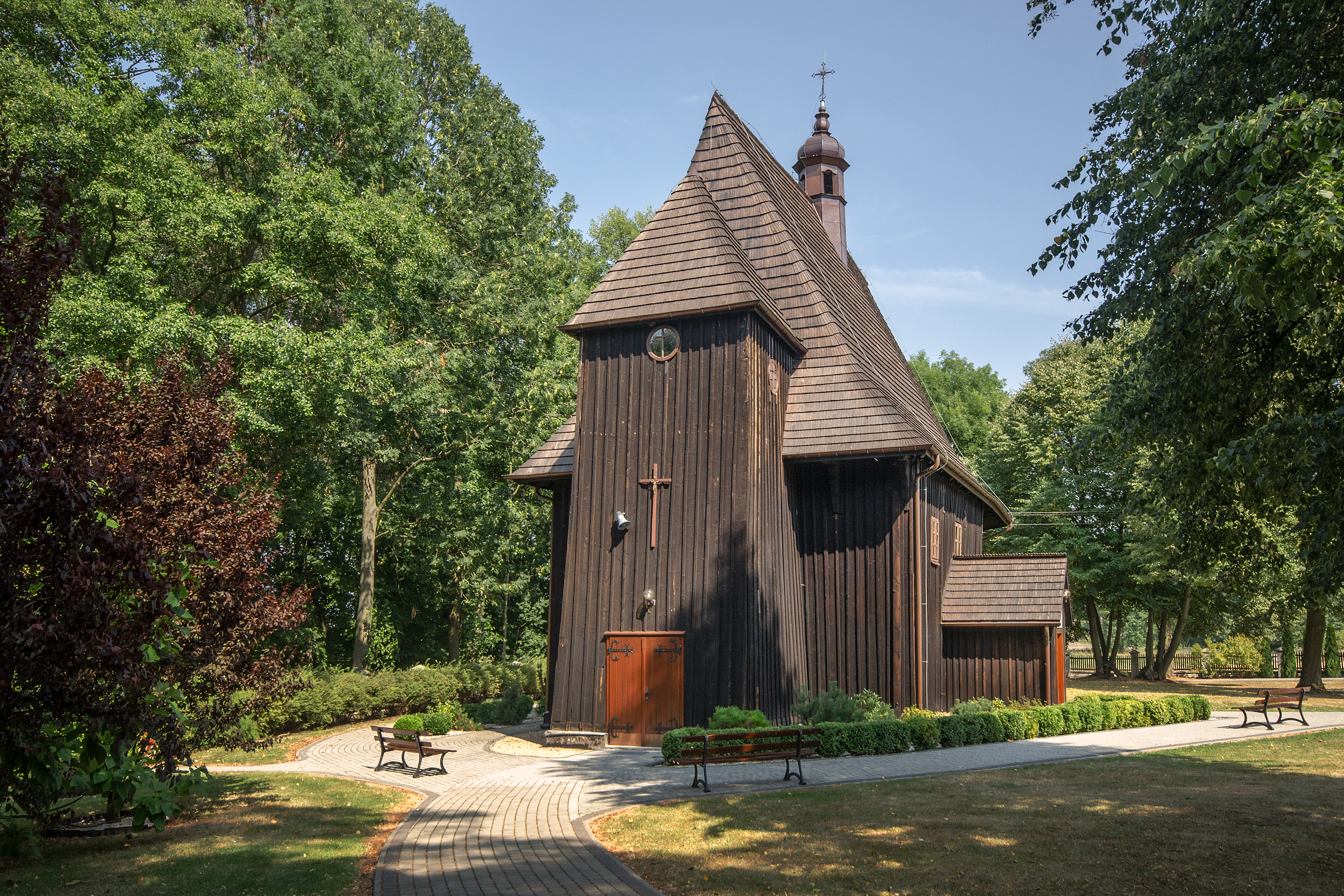
Widok od strony wieży
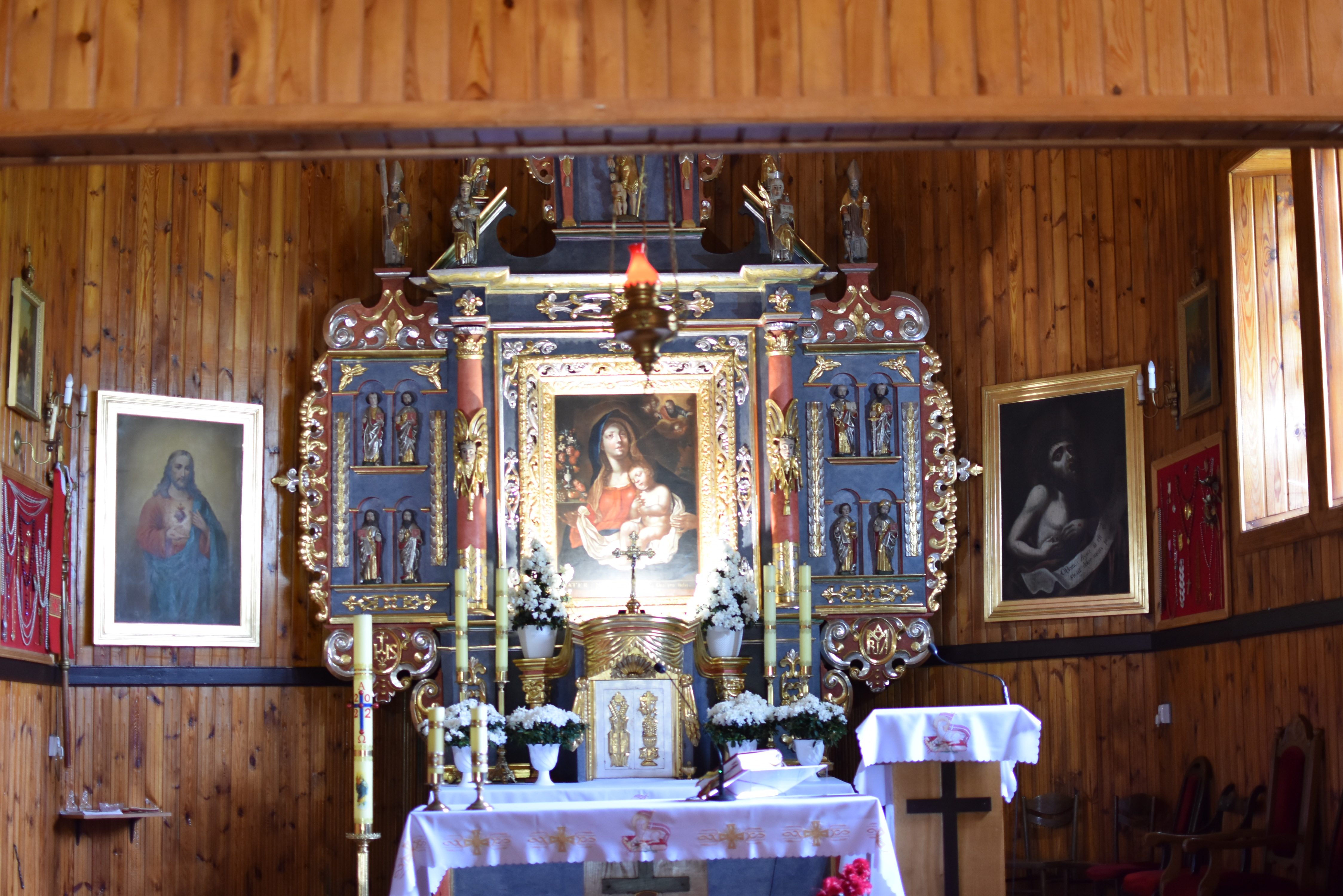
Ołtarz główny
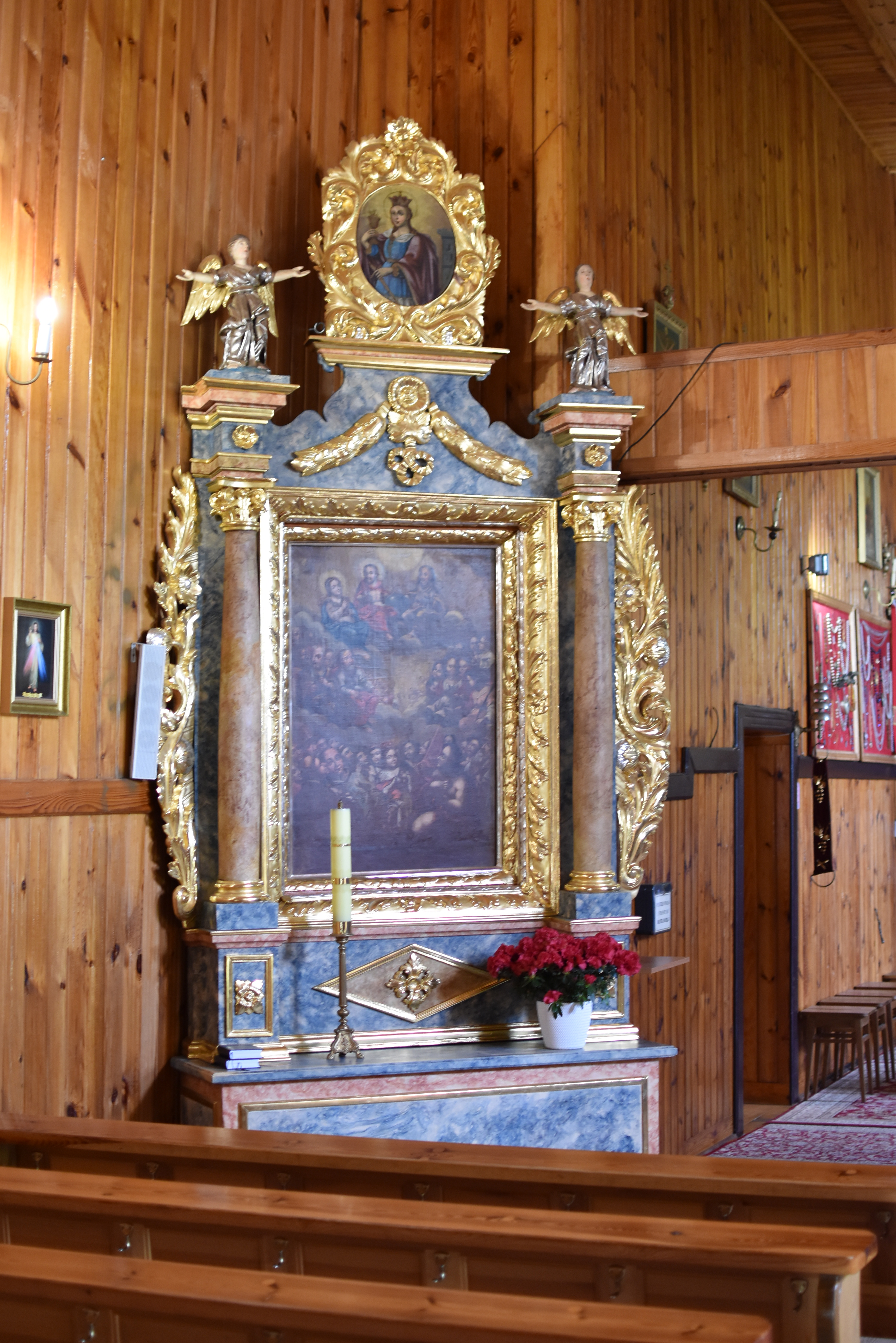
Ołtarz boczny
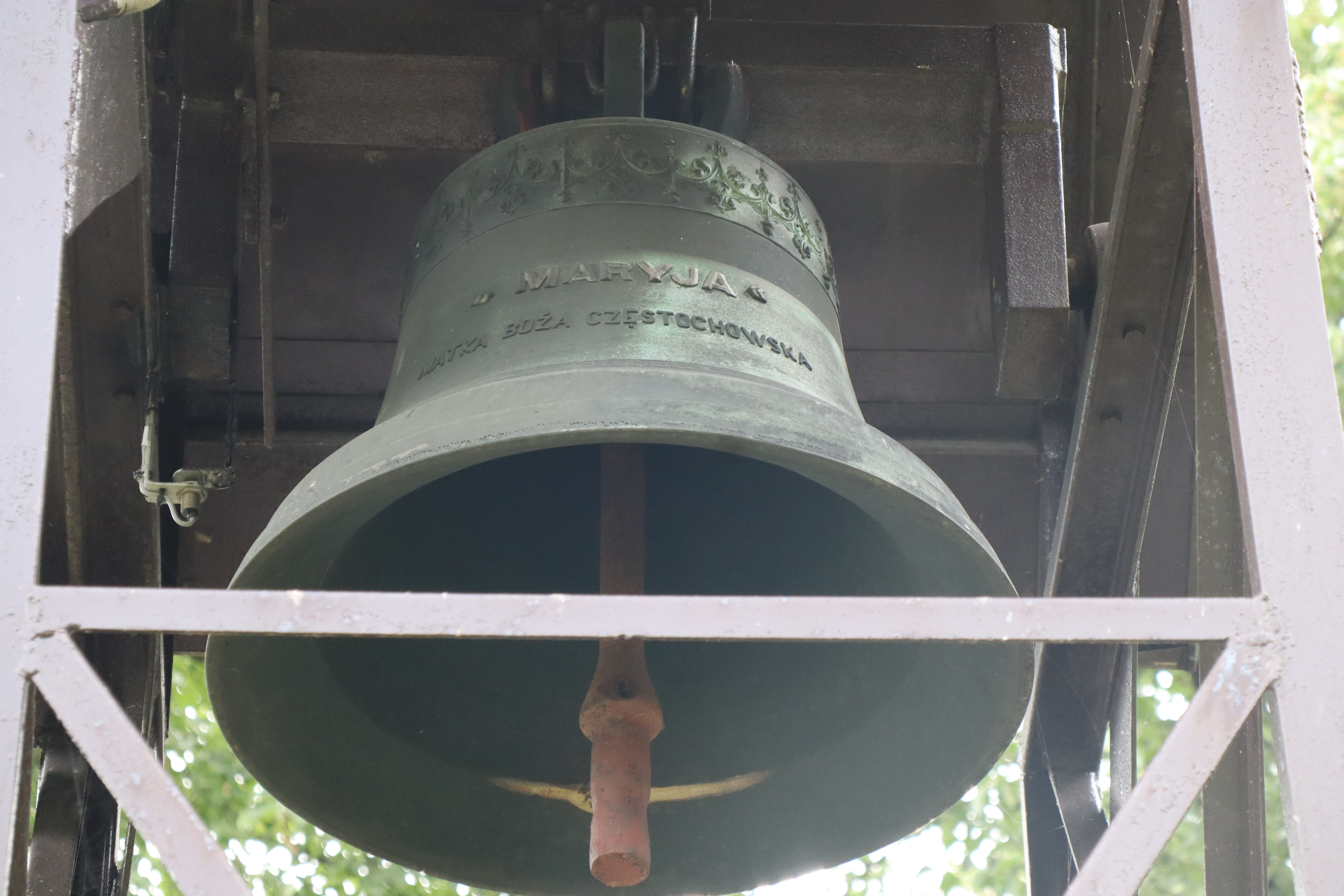
Jeden z dwóch dzwonów na dzwonnicy